# Volatín de Tudela
El Volatín de Tudela es una fiesta declarada Fiesta de Interés Turístico de Navarra y Fiesta de Interés Turístico de Nacional celebrada en la localidad navarra de Tudela.

## Características
Las tradicionales ceremonias de la La Bajada del Ángel y del Volatín, han discurrido siempre juntas en la fiesta y en la costumbre tudelana desde su inicio, que se considera probable en el siglo XIII o XIV.
El día de Sábado Santo, a las 10 de la mañana en la Plaza de Los Fueros de la localidad, un muñeco o pelele de madera, con sus miembros articulados, vestido con un atuendo que intenta resumir lo más comentado en la ciudad ese año y con un puro-petardo en la boca recibe asustado al encargado que pone fuego al dicho petardo.

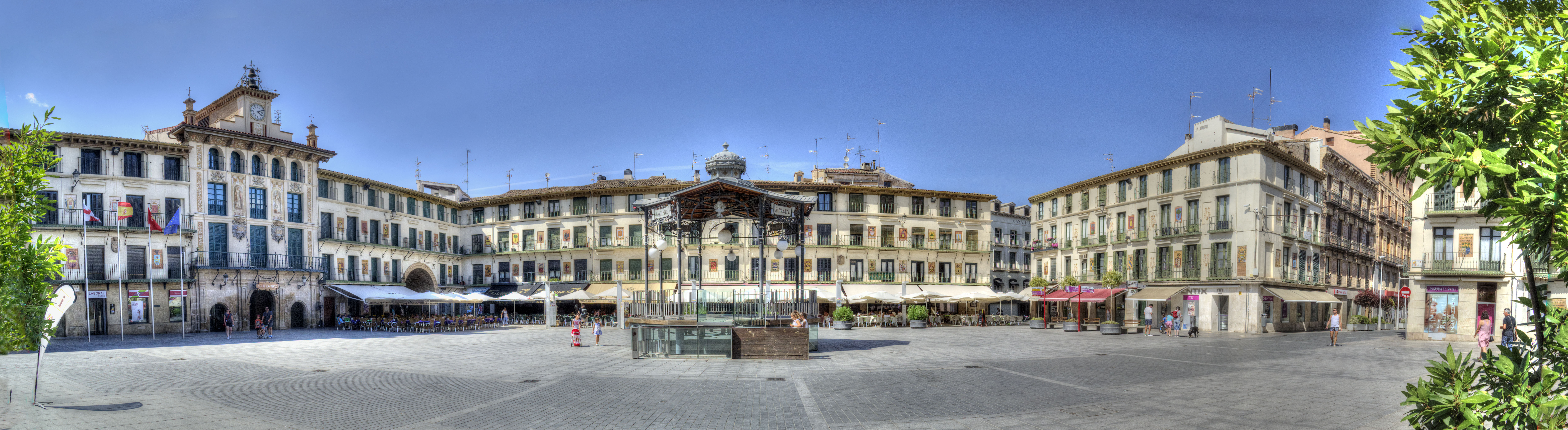
Panorámica de la Plaza de los Fueros de Tudela (Navarra), lugar de celebración de esta fiesta

El torno al que está sujeto el muñeco comienza a girar de izquierda a derecha y viceversa, dando lugar a que el Volatín o Judas, a quien representa, vaya dando vueltas y más vueltas cayendo al suelo pedazos de traje. Así ha llegado esta sencilla ceremonia que recuerda la muerte desesperada de Judas, el Apóstol, que entregó al maestro a sus enemigos.